# 朱敏真
朱敏真（谚文：주민진，朝鲜汉字：朱敏眞，1983年8月1日—），是韩国著名的女子短道速滑运动员。她是2002年冬季奥林匹克运动会短道速滑比赛3000米接力冠军。

## 职业生涯
2002年盐湖城冬奥会中，朱敏真获得3000米接力金牌。

## 资料来源
- 奥林匹克数据库网站(英文)
- 朱敏真-国际滑冰联盟（ISU）
- 朱敏真-Olympedia